# Eberhard III. (Württemberg, Herzog)
Eberhard III. (* 16. Dezemberjul. / 26. Dezember 1614greg. in Stuttgart; † 2. Julijul. / 12. Juli 1674greg. ebenda) war von 1628 bis 1674 der achte (seit 1633 regierende) Herzog von Württemberg.

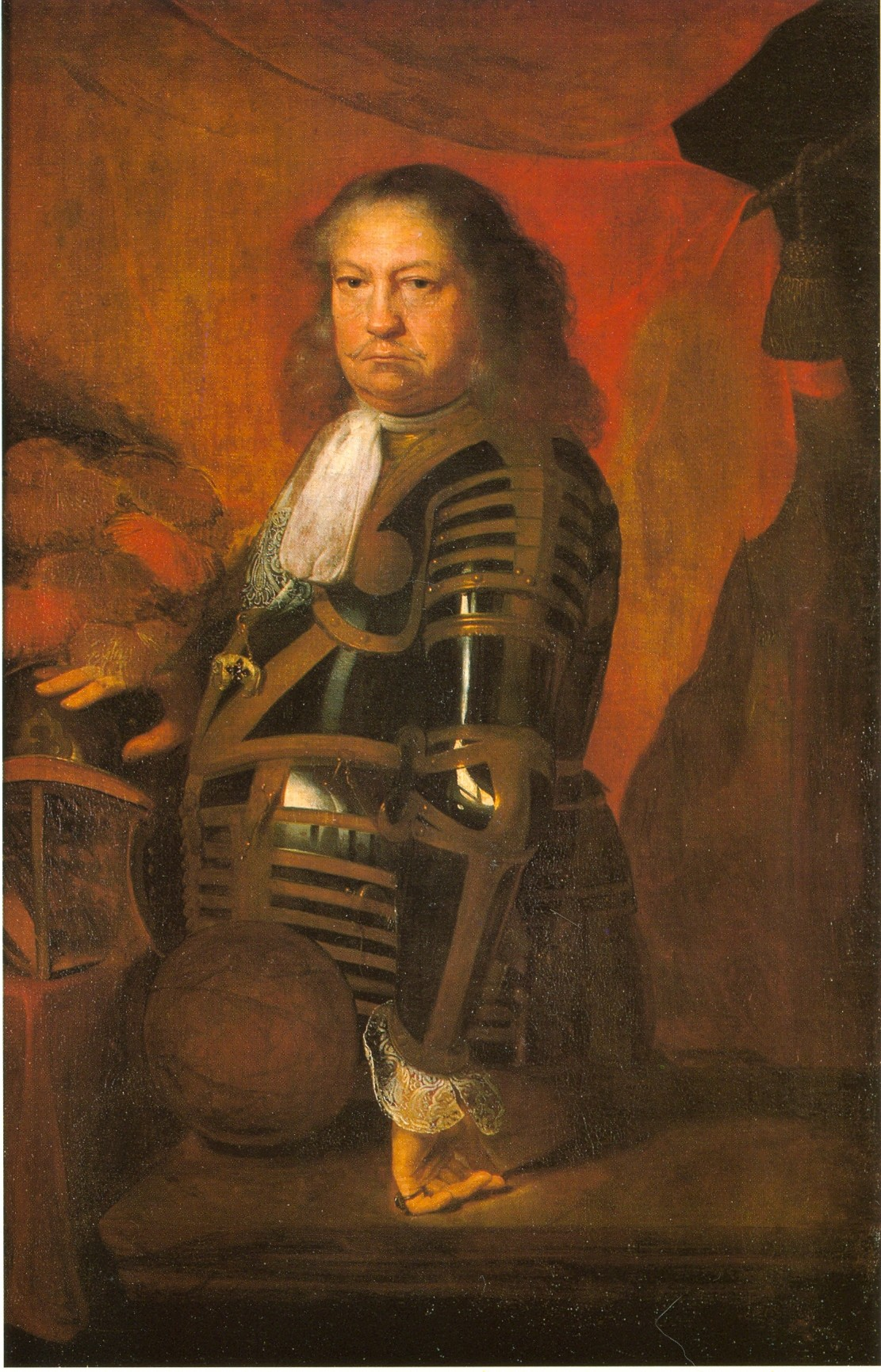
Herzog Eberhard III. von Württemberg, um 1670

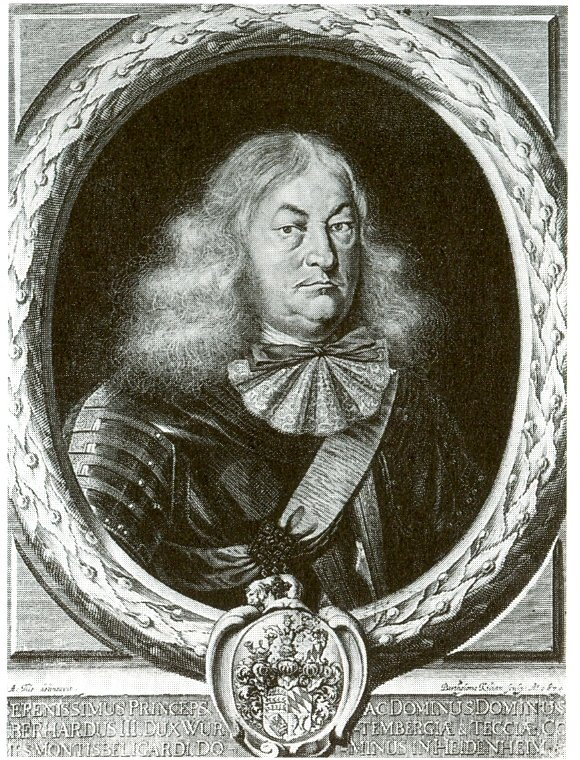
Eberhard III. von Württemberg

## Vormundschaft
Herzog Eberhards III. Regentschaft begann 1628 während des Dreißigjährigen Krieges bereits im Alter von 14 Jahren nach dem Tod seines Vaters Johann Friedrich von Württemberg. Zunächst stand er unter der Vormundschaft des Bruders seines Vaters, Ludwig Friedrich von Württemberg-Mömpelgard. Nach dessen Tod am 26. Januar 1631 übernahm Julius Friedrich von Württemberg-Weiltingen zusammen mit Eberhards Mutter Barbara Sophie von Brandenburg die Vormundschaft.
Durch das Restitutionsedikt Kaiser Ferdinands II. vom 6. März 1629 hatte Württemberg etwa ein Drittel seines Territoriums verloren. Alle geistlichen Güter, die nach dem Passauer Vertrag 1552 säkularisiert worden waren, wurden wieder zurückgegeben. Eberhards Vormund Julius Friedrich beteiligte sich ab Ende 1632 nach der Schlacht bei Lützen auf Seiten Schwedens am Dreißigjährigen Krieg. Sein Ziel war die Räumung des Landes von den feindlichen Truppen und den katholischen Inhabern des säkularisierten Kirchenguts. Im Bündnis mit Schweden eroberten die württembergischen Truppen große Gebiete im Süden des Herzogtums Württemberg bis hinunter zum Bodensee. Die beiden Städte Villingen und Rottweil wurden belagert. Während Rottweil von den württembergischen Truppen erobert wurde, gelang es diesen nicht, auch die Stadt Villingen in ihren Besitz zu bringen. Trotz dieser militärischen Erfolge wurde dem Herzog-Administrator Julius Friedrich Eigennützigkeit vorgeworfen. Er wurde deshalb von den Geheimräten und Landständen von der Vormundschaft Eberhards verdrängt.

## Regierungsantritt, Flucht und Rückkehr
Nachdem Eberhard durch Kaiser Ferdinand II. für volljährig erklärt worden war, übernahm er unter dem Beistand des Kanzlers Jakob Löffler am 8. Mai 1633 die Regierung. Er trat zunächst dem durch den schwedischen Reichskanzler Axel Oxenstierna begründeten Heilbronner Bund der protestantischen Stände der fränkischen, schwäbischen und rheinischen Reichskreise bei. Die Belagerung von Villingen ließ er fortsetzen. Aber er wollte eigenen militärischen Ruhm gewinnen und hielt sich während der Belagerung der Reichsstadt Überlingen längere Zeit im schwedischen Feldlager vor der Stadt auf. Dabei drängten ihn die württembergischen Räte in Stuttgart, in sein Land zurückzukehren und die Regierung persönlich zu übernehmen. An der Schlacht bei Nördlingen vom 6. September 1634 nahmen auf schwedischer Seite etwa 6.000 Männer aus Württemberg teil. Die meisten von ihnen wurden getötet, und die kaiserlichen Verbündeten rächten sich vor allem am Herzog von Württemberg. In den folgenden beiden Monaten wurde das Herzogtum Württemberg von kaiserlichen Truppen geplündert und gebrandschatzt. Noch vor deren Ankunft floh Herzog Eberhard III. ins Exil nach Straßburg. Dort heiratete er am 26. Februar 1637 die Wild- und Rheingräfin Anna Katharina Dorothea von Salm-Kyrburg (1614–1655), eine Tochter des schwedischen Feldherrn Johann Kasimir von Salm-Kyrburg. Nur einige Bergfestungen wie Hohentwiel behaupteten sich mit schwedischer Unterstützung gegen die kaiserliche Armee. Eberhard III. schickte mit gut bezahlten Boten Geheimnachrichten an die Festungskommandanten. Diese Nachrichten waren in winziger Schrift verfasst und im gefalteten Zustand weniger als einen Zentimeter breit.
Der Kaiser verschenkte große Gebiete in Württemberg an seine Verwandten und Günstlinge:
- Erzherzogin Claudia von Österreich-Tirol (Claudia de’ Medici): Herrschaften Achalm, Hohenstaufen und Blaubeuren;
- Kurfürst Maximilian I.: Herrschaft Heidenheim;
- Hofkriegsratspräsident Heinrich Schlik zu Bassano und Weißkirchen: Ämter Tuttlingen, Ebingen, Balingen und Rosenfeld;
- Obersthofmeister der Kaiserin Anna, Maximilian Graf Trautmannsdorff: Ämter Neuenstadt und Weinsberg;
- Bischof von Wien, Anton Wolfradt: Amt Möckmühl;
- Vorderösterreichischer Kanzler Isaak Volmar: Pflummern;
- Bayerischer Rat Bartholomäus Richel: Herrschaft Neidlingen;
- außerdem: Rückerstattung des vom Fürstbistum Straßburg an Württemberg verpfändeten Amtes Oberkirch.

## Rückkehr und Kriegsende
Nach langen Verhandlungen mit Kaiser Ferdinand III. konnte Eberhard am 20. Oktober 1638 nach Württemberg zurückkehren, musste hierzu aber die Restitution der Klöster und die Abtretung der verschenkten Besitzungen anerkennen. Dennoch begann der Herzog damit, die Klöster durch Gewalt und Repressalien wieder in seine Gewalt zu bekommen. Die bedrängten Klöster wandten sich um Schutz an den Kaiser. Die Frage wurde auf dem Westfälischen Friedenskongress behandelt, auf dem sich Eberhards Gesandter Johann Konrad Varnbüler aufgrund der Unterstützung seitens Schwedens, Frankreichs und der protestantischen Reichsstände durchsetzen konnte.

## Wiederaufbau
Württemberg war im Krieg – vor allem in den Jahren 1635 und 1636 – durch Armut, Hunger und die Pestepidemie entvölkert worden (rund 120.000 Einwohner 1648 nach 350.000 im Jahr 1618), so dass nach dem Friedensschluss der Wiederaufbau und die Wiederherstellung der Wirtschafts- und Verwaltungsstrukturen die wichtigsten Aufgaben waren.
1649 schloss Eberhard mit seinem jüngeren Bruder Friedrich einen Erbvergleich. Friedrich erhielt die Ämter Neuenstadt, Möckmühl und Weinsberg und wurde zum Begründer der Seitenlinie Württemberg-Neuenstadt. 1651 folgte eine Einigung mit einem weiteren Bruder, Ulrich, der das Schloss Neuenbürg erhielt.
Im Geiste des Merkantilismus kümmerte sich Eberhard III. intensiv um die wirtschaftliche Sanierung seines Landes.

## Nachkommen

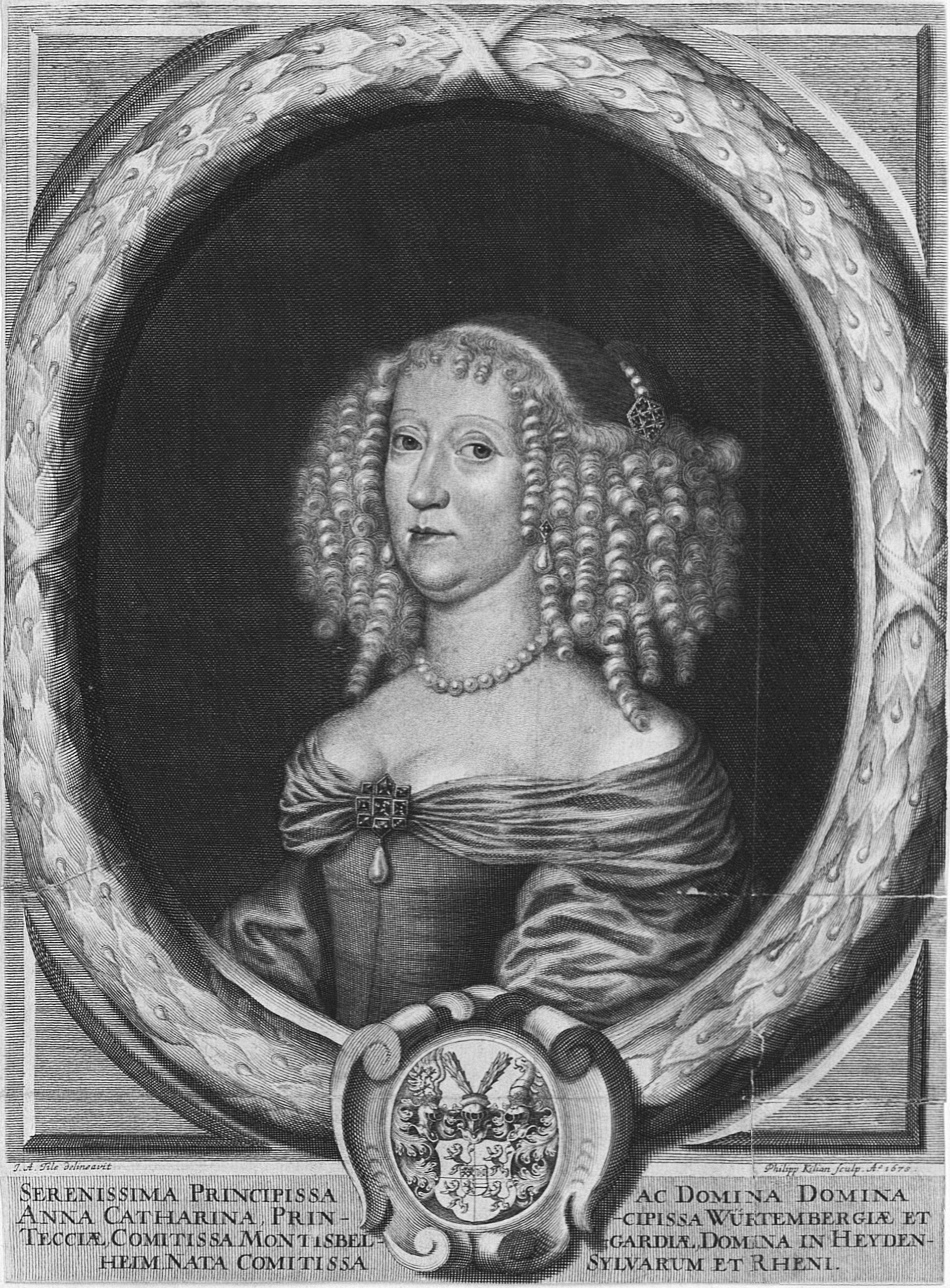
Anna Katharina von Salm-Kyrburg (1614–1655)

Nach dem Tode seiner ersten Gemahlin Anna Catharina von Salm-Kyrburg am 7. Juni 1655 heiratete Eberhard am 20. Juli 1656 Gräfin Maria Dorothea Sophia von Oettingen-Oettingen. Der ersten Ehe entstammten 14, der zweiten elf Kinder. Eberhard starb am 2. Juli 1674 an einem Schlaganfall und wurde am 21. Juli in der Stiftskirche Stuttgart beigesetzt.
Aus der Ehe mit Anna von Salm-Kyrburg gingen folgende Kinder hervor:
- Johann Friedrich von Württemberg (* 9. September 1637 in Straßburg; † 2. August 1659 in London), Erbprinz
- Ludwig (* 2. November 1638; † 18. Januar 1639)
- Christian (* 29. November 1639; † 23. März 1640)
- Eberhard (* 12. Dezember 1640; † 24. Februar 1641)
- Sophie Luise von Württemberg (* 19. Februar 1642 in Stuttgart; † 3. Oktober 1702) – ⚭ 8. Februar 1671 mit Markgraf Christian Ernst von Bayreuth (1644–1712)
- Dorothea (* 13. Februar 1643; † 27. März 1650)
- Christine Friederike von Württemberg (* 28. Februar 1644 in Stuttgart; † 30. Oktober 1674) – ⚭ 7. Juni 1665 mit Fürst Albrecht Ernst I. von Oettingen-Oettingen (1642–1683)
- Christine Charlotte von Württemberg (* 21. Oktober 1645; † 16. Mai 1699) – ⚭ 10. Mai 1662 mit Fürst Georg Christian von Ostfriesland (1634–1665)
- Wilhelm Ludwig von Württemberg (* 7. Januar 1647 in Stuttgart; † 23. Juni 1677 in Hirsau), regierender Herzog von Württemberg (1674–1677) – ⚭ 6. November 1673 mit Magdalena Sibylla von Hessen-Darmstadt
- Anna Catharina von Württemberg (* 27. November 1648 in Stuttgart; † 10. Dezember 1691 in Aurich)
- Karl (* 28. Januar 1650; † 2. Juni 1650)
- Eberhardine Catharine von Württemberg (* 12. April 1651 in Stuttgart; † 19. August 1683 in Öttingen) – ⚭ 30. April 1682 mit Fürst Albrecht Ernst I. von Oettingen-Oettingen (1642–1683)
- Friedrich Karl von Württemberg-Winnental (* 12. September 1652 in Stuttgart – 20. Dezember 1698 ebd.), 1677–1693 Herzog-Administrator von Württemberg, ⚭ 31. Oktober 1682 Prinzessin Eleonore Juliane von Brandenburg-Ansbach (1663–1724), die Urgroßmutter des ersten württembergischen Königs Friedrich I. von Württemberg
- Karl Maximilian von Württemberg (* 28. September 1654 in Stuttgart; † 9. Januar 1689 in Vaihingen an der Enz), Privatier im Schloss Pfullingen

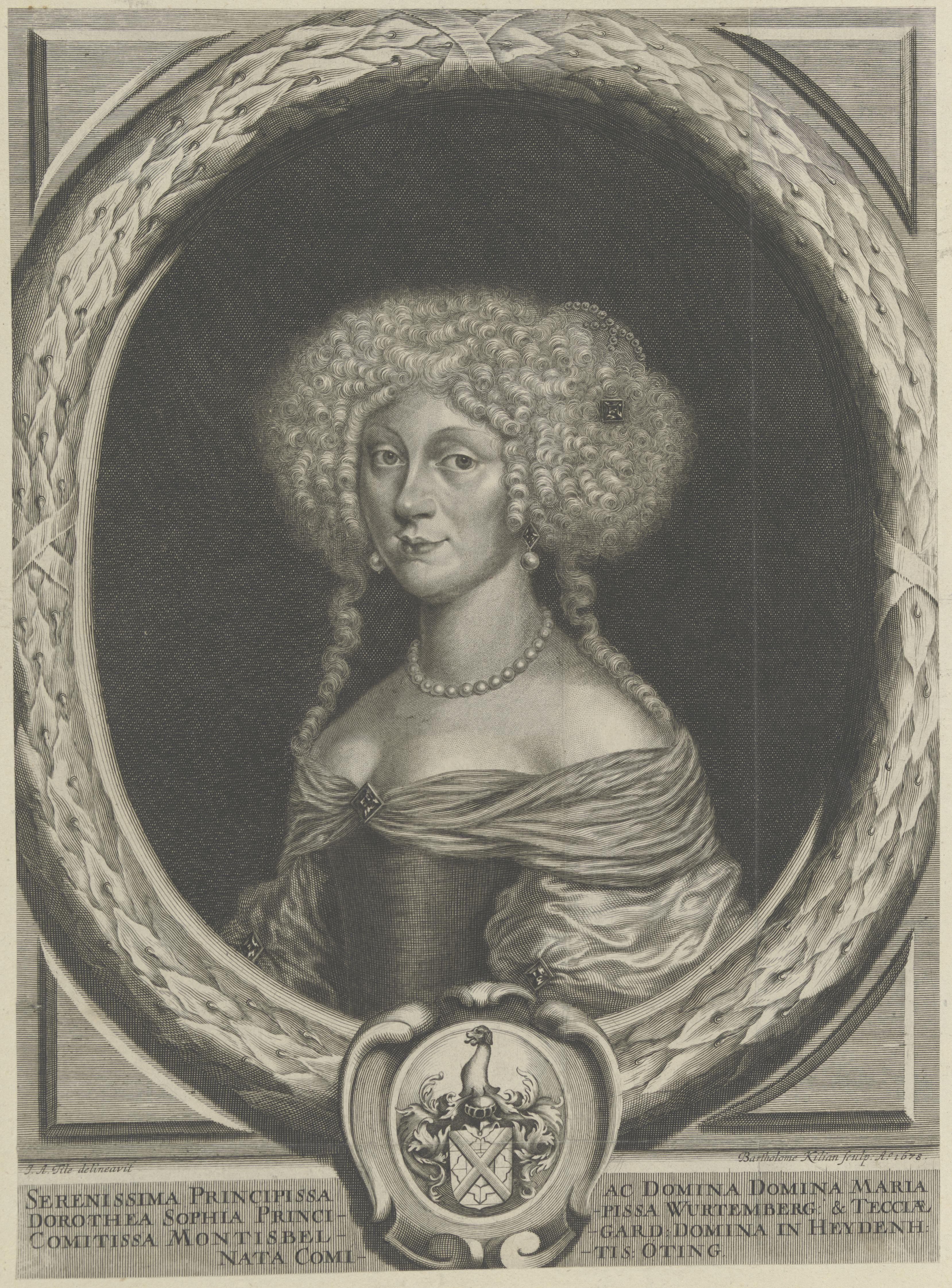
Maria Dorothea Sophia von Oettingen-Oettingen (1639–1698)

Aus der zweiten Ehe mit Maria Dorothea Sophia von Oettingen-Oettingen gingen folgende Kinder hervor:
- Georg Friedrich von Württemberg (* 24. September 1657 in Stuttgart; † 18. Oktober 1685 bei Kaschau), kaiserlicher Generalwachtmeister, gefallen bei der Belagerung der Festung Kaschau
- (Sohn) (*/† 1659)
- Albrecht Christian (1660–1663)
- Ludwig von Württemberg (* 14. August 1661 in Stuttgart; † 30. November 1698 in Eisenach), Generalfeldmarschall-Leutnant
- Joachim Ernst (1662–1663)
- Philipp Siegmund (1663–1669)
- Karl Ferdinand (1667–1668)
- Johann Friedrich von Württemberg (* 10. Juni 1669 in Stuttgart; † 15. Oktober 1693 in Herrenberg), Oberst eines Dragoner-Regiments des Schwäbischen Reichskreises
- Sophie Charlotte (* 22. Februar 1671 in Stuttgart; † 11. September 1717 in Allstedt) – ⚭ 20. September 1688 mit Herzog Johann Georg II. von Sachsen-Eisenach (1665–1698)
- Eberhard (*/† 1672)
- Emanuel Eberhard (1674–1675)